# جيمي ريل
جيمي ريل (بالإنجليزية: Jimmy Rayl)‏ مواليد 21 يونيو 1941 في كوكومو، هو لاعب كرة سلة أمريكي سابق. تم اختياره من قبل فريق سكرامنتو كينغز خلال الدرافت. حمل الرقم 23. يبلغ طوله 6 قدم 2 بوصة (1.9 م). لعب مع فريق إنديانا بايسرز.

## روابط خارجية
- جيمي ريل على موقع سبورتس رفرنس (الإنجليزية)
- جيمي ريل على موقع كلية كرة السلة في سبورتس رفرنس.كوم (الإنجليزية)
- جيمي ريل على موقع ريلجم (الإنجليزية)
- جيمي ريل على موقع بروبوليرز (الإنجليزية)